# Chemotropismus

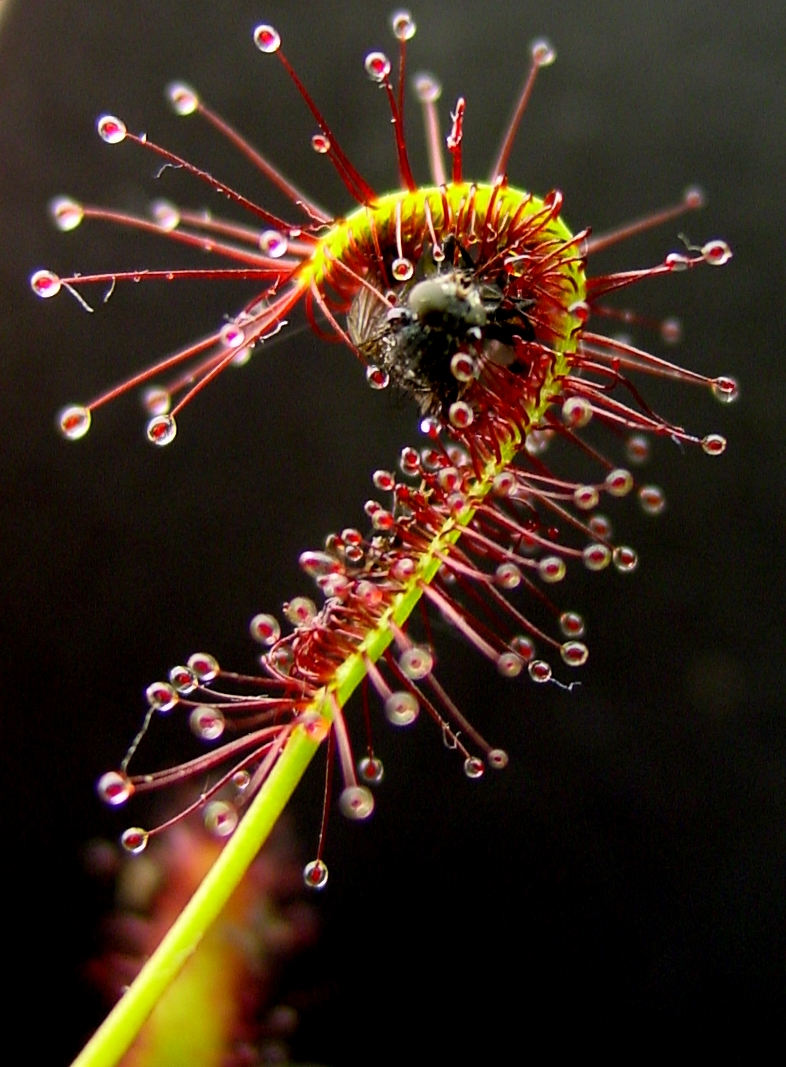
List rosnatky Drosera capensis, ohýbající se po polapení hmyzu je nastickou reakcí, nikoliv chemotropismem.

Chemotropismus je druh tropismu, při kterém se rostlina orientuje podle vyšší koncentrace, nebo směru pohybu iontů. Pohyb je charakteristický pro kořeny, pylové láčky a hyfy hub. 

## Rozdělení
- Pozitivní – je pohyb ve směru vyšší koncentrace chemických látek (např. živin).
- Negativní – je pohyb ve směru nižší koncentrace chemických látek (např. toxických látek).